# Gud alene æren
Gud alene æren er en dansk dokumentarfilm fra 1976 instrueret af Erik Skibsted og Flemming Harhoff efter deres manuskript.

## Handling
En film om "Unge kristne" og "Jesusbevægelsen". Navnet "Unge kristne" opstod i forbindelse med en række demonstrationer imod liberalisering af pornografiloven. Senere fulgte demonstrationer imod fri abort og seksualundervisning. "Jesusbevægelsen" er en samlet betegnelse for de grupper af unge kristne, som arbejder ud over landet. Hver gruppe arbejder selvstændigt i forhold til hinanden, derfor navnet Jesusbevægelse. Det er Jesus, der er det centrale og dermed det fælles grundlag for arbejdet. Igennem interviews og reportage beskriver filmen den kristendomsopfattelse, som bevægelsen bygger på. Det er filmens hensigt at beskrive – vurderingerne er overladt til publikum.